# Pantera neagră (film din 1966)
Pantera neagră (titlul original: în germană Schwarze Panther) este un film dramatic est-german, realizat în 1966 de regizorul Josef Mach în studiourile DEFA, protagoniști fiind actorii Angelika Waller, Christine Laszar, Hannjo Hasse și Helmut Schreiber.

## Conținut
Martina, o tânără de 17 ani artistă de circ, nu mai poate lucra împreună cu tatăl ei la trapez, pentru că are vertij. Cu toate acestea, datorită ambiției ei sale sănătoase, nu este mulțumită de munca auxiliară de fată la toate, care i s-a atribuit. Cu energie și curaj, ea reușește să obțină încredințarea unui grup de animale pentru dresare, printre care și o paneră neagră...

## Distribuție
- Angelika Waller – Martina Carvelli
- Christine Laszar – Christina
- Hannjo Hasse – Leon Carvelli, tatăl Martinei
- Helmut Schreiber – Dittrich, îmblânzitorul de animale
- Horst Kube – Paul, îngrijitorul de animale de pradă
- Gerd Ehlers – directorul circului
- Ivan Malré – maestrul de joc, Alfons
- Horst Jonischkan – Peter Bosanzo
- Werner Dissel – dresorul Alois Feldmann
- Günter Junghans – Werner Weber
- Otmar Richter – Hans, îngrijitorul de animale
- Willi Schrade – directorul Zoo-ului
- Gisbert-Peter Terhorst – Ulli
- Klaus-Jürgen Kramer – Gerhard
- Walter Stolp – un birtaș
- Walter E. Fuß – șeful buldogilor
- Ilse Voigt – soția sa
- Václáv Mrskoc – jonglerul Fred
- Karin Buchali – partenera sa
- Astrid Deinzer – fata cu maimuțe
- Willi Schrade – asistentul Müller
- Hans-Heinrich Gülzow – medicul
- Klaus Bamberg – omul cu casca colonială
- Hans Feldner – un birtaș
- Klaus Bliedtner – un artist
- Michael Iwanowski – un artist
- Julius Ehmke – clovnul Jule
- August Ehmke – clovnul Bubi
- Hanno Coldam – clovnul cu lei
- Doris Laporte – Klischnigg-Uta